# Antonio degli Agli
Antonio degli Agli (Firenze, 1400 – 1477) è stato un vescovo cattolico, scrittore e teologo italiano.

## Biografia

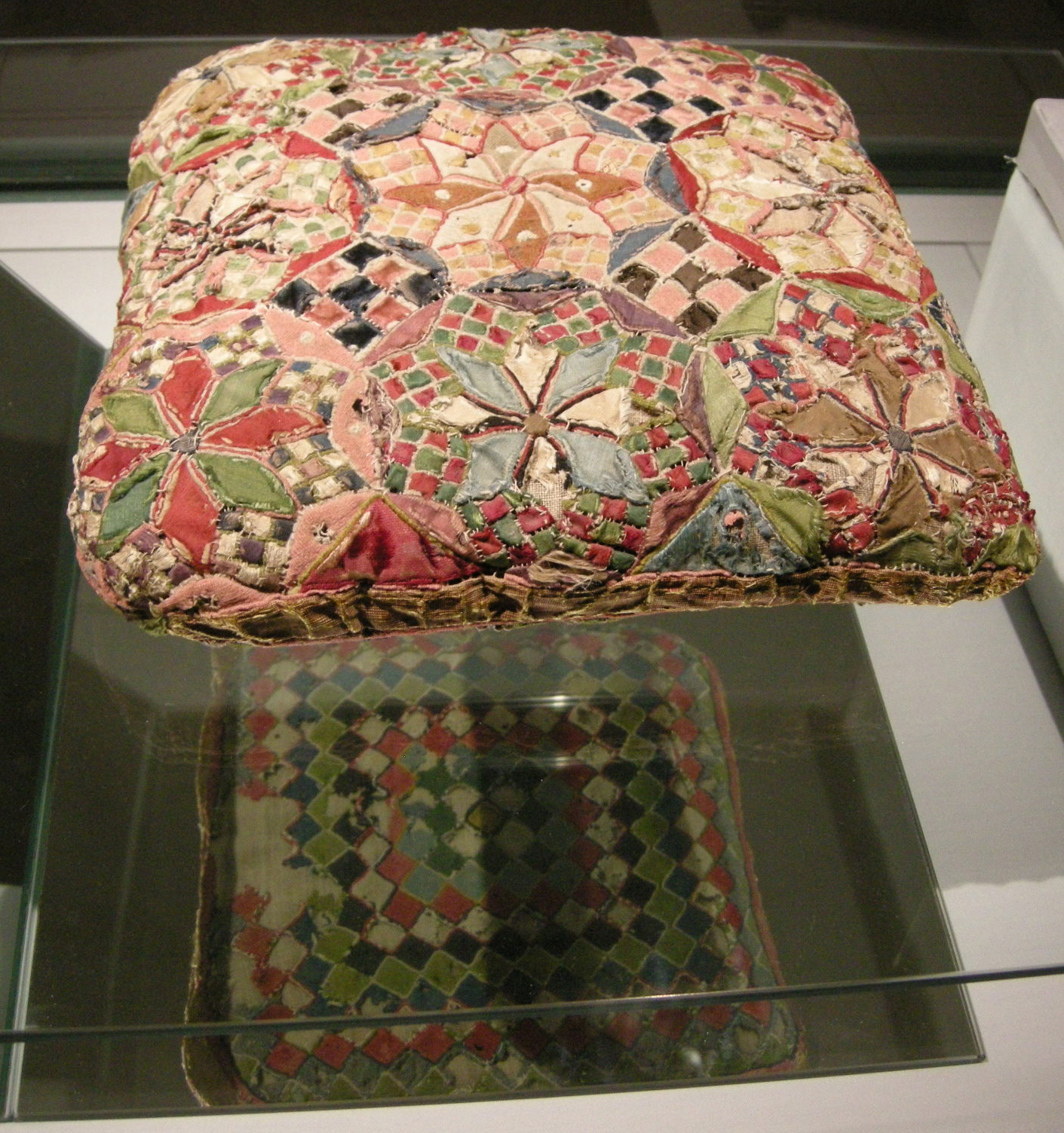
Il cuscino di Antonio degli Agli

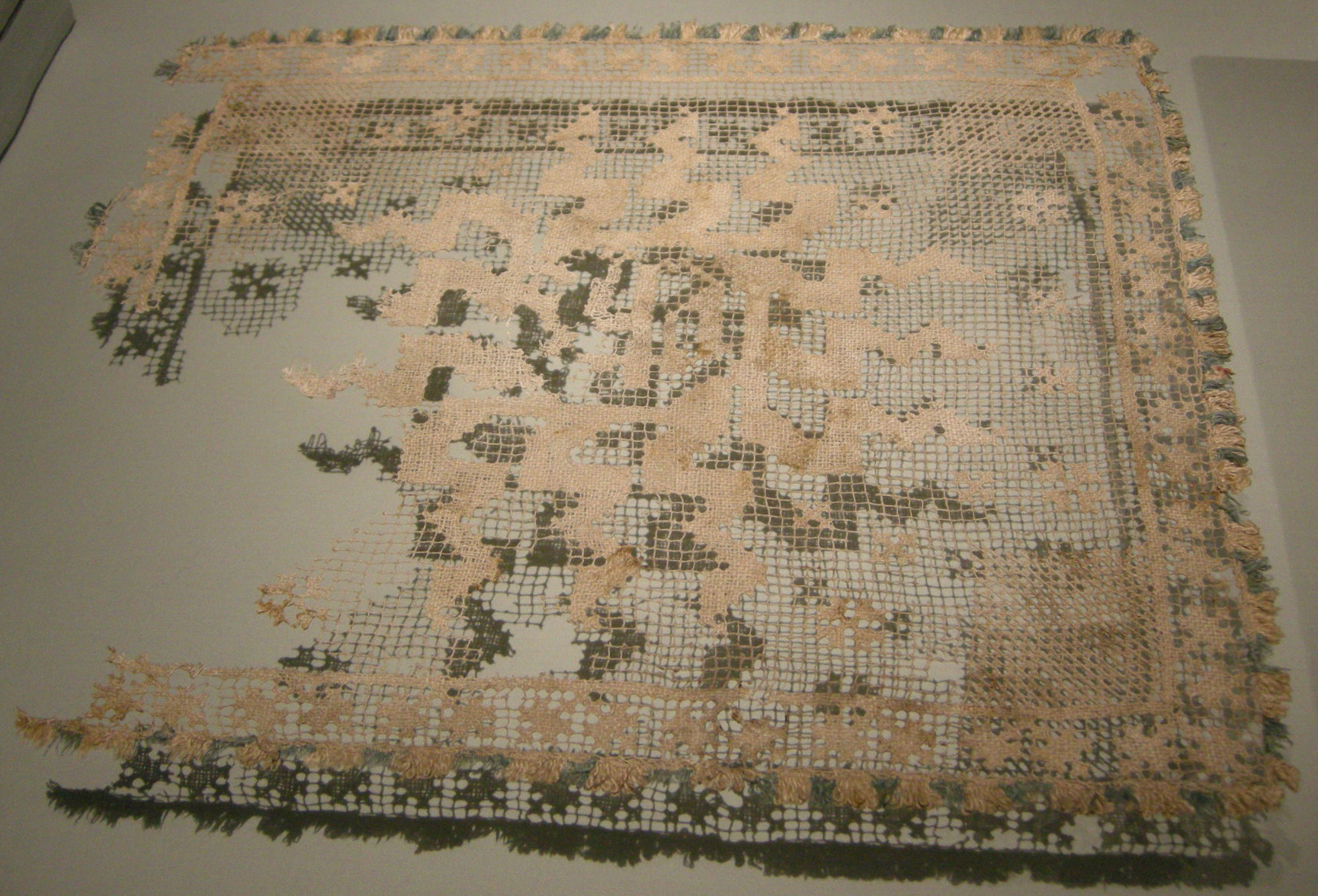
Sudario a uncinetto

Antonio (di Bellincione), discendente da un'antica famiglia fiorentina, fu pievano del santuario di Santa Maria ad Impruneta nel 1439, collaboratore di papa Eugenio IV e di papa Paolo II che lo avevano nominato arcivescovo di Ragusa, vescovo di Fiesole e poi di Volterra.
Egli fu noto per i suoi scritti teologici, composti in stile elegante Al Santuario dell'Impruneta fece aggiungere il chiostro che egli volle chiuso entro un muro fortificato
Nel santuario dell'Impruneta si trova la sua tomba, fatta erigere dalla nipote Deianira. Il sarcofago è sorretto da due grosse mensole scolpite a fogliami, nel cui spazio è inserito lo stemma degli Agli. Sulle mensole è appoggiata una cornice intagliata, sormontata dal sarcofago che ha due lesene laterali scolpite, tra le quali si trovano due putti e l'epitaffio: Antistes templi jacet hac Antonius urna/ Allius insignis moribus et genere/ Nobilis hic sibi vixit inops et dives egenis/ Consilioque gravi profuit atque opera/ Dumque pius pastor Volaterris aut Epidauri/ Dogmate pavit oves non timuere lupum .
Il sarcofago è chiuso con un ciborio a cupola. Alla sua base si trovano due lesene appoggiate ad un gradino di marmo nero, all'interno delle quali c'è un medaglione di marmo nero con l'iscrizione al centro: Vixit ann / LXXVII Men.X / Dieb.X / Obiit. An. DMCCCCLXXVII / Deianira Fratris / Filia / T.P.I. (T.P.I.= titulum poni iussit).
Sopra il sarcofago è murato un bassorilievo in marmo del 1477 circa, opera di un seguace di Benedetto da Maiano, rappresentante la Madonna col Bambino.
Durante i bombardamenti del 1944 che danneggiarono la chiesa, la sua tomba fu scoperchiata. All'interno si trovò un sudario a uncinetto e un cuscino a patchwork, rarissimo per tecnica e datazione. Entrambi sono conservati nel Museo del Tesoro di Santa Maria dell'Impruneta.